# Nitobe Inazō
Nitobe Inazō est un nom japonais traditionnel ; le nom de famille (ou le nom d'école), Nitobe, précède donc le prénom (ou le nom d'artiste).
Nitobe Inazō (新渡戸 稲造, 1er septembre 1862 – 15 octobre 1933) est un éducateur, docteur en agronomie et en droit. Il a réalisé de nombreux écrits, dont le plus célèbre est Bushidō, l'âme du Japon (1899).

## Jeunesse
Nitobe est né en 1862, le troisième fils d’une éminente famille de samouraïs dans la ville de Morioka dans le nord du Japon. Son père meurt alors qu’il n’a que six ans et c’est sa mère qui l’élève jusqu’à l’âge de neuf ans. Il est alors adopté par son oncle, Ota Tokitoshi, qui vit à Tōkyō. C’est à lui que Nitobe dédia son livre Bushidō, l’âme du Japon.
En phase avec l’esprit d’ouverture à l’Occident, son oncle le persuade de commencer l’anglais à l’âge de dix ans. À quinze ans, il entre au Collège d'agriculture de Sapporo, où il étudie aux côtés de Kanzō Uchimura, futur célèbre intellectuel chrétien japonais, et il fait la connaissance de William Smith Clark (1826–1886).

## Rencontre avec W. S. Clark

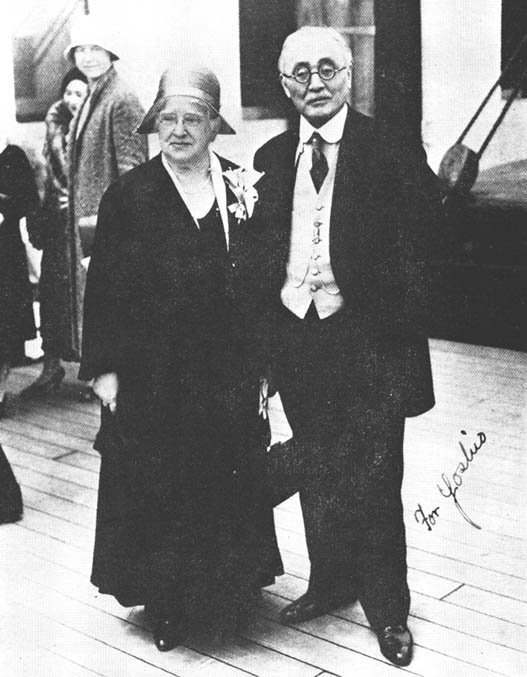
Les époux Mary Elkinton et Nitobe Inazō vers 1932.

Clark est né dans le Massachusetts, il est diplômé d’Amherst College et fervent chrétien. Élevé au rang de colonel pendant la guerre de Sécession, il est nommé président de l’université du Massachusetts en 1867. En 1876, il fut invité au Japon pour aider à la colonisation de Hokkaidō, alors territoire frontalier. Il est chargé de la planification des programmes scolaires du Collège d'agriculture de Sapporo et s’inspire du modèle de l’université du Massachusetts. Il reste à l’école pendant neuf mois, enseignant l’agriculture, la botanique, l’anglais et organisant des lectures de la Bible chez lui. C’est un homme à la discipline stricte, érigeant la morale chrétienne comme principe de vie, interdisant toute forme de drogue sur le campus. Il convertit de nombreux jeunes étudiants japonais au christianisme. Sa maxime, « Jeunes gens, soyez ambitieux ! » fit écho dans tout le Japon, stimulant les espoirs et les aspirations de nombreux jeunes hommes au moment où le Japon se lançait dans un ambitieux programme de modernisation. Clark laissa une marque indélébile dans l’esprit de Nitobe.
Nitobe poursuit ses études à l’université impériale de Tokyo, à l’université Johns-Hopkins et en Allemagne. Il adhère à la Société religieuse des Amis (quakers) à Philadelphie en 1886. En 1890, il obtient son doctorat à l’université de Halle (Saxe-Anhalt). L’année suivante, il épouse Mary P. Elkinton, une quaker de Philadelphie qui allait devenir son assistante dans la publication de son livre et de ses essais en anglais. Il revient au Japon en 1891 et enseigne à l’université impériale de Hokkaidō, puis à l’université impériale de Kyoto et enfin à l’université impériale de Tokyo.

## Diplomate
Quand la Société des Nations fut créée en 1920, Nitobe en devint secrétaire général adjoint et déménagea à Genève, en Suisse. Il devint le directeur de la Section des bureaux internationaux, sous l'égide de laquelle fut fondée la Commission internationale de coopération intellectuelle (dont l'institut parisien devint en 1946 l'Unesco sous le mandat des Nations unies).

## Synthèse entre Orient et Occident
C’était un fervent chrétien, un éducateur et un homme qui mit tout en œuvre pour améliorer l'image du Japon dans le monde. 

### Bushidō, l’âme du Japon

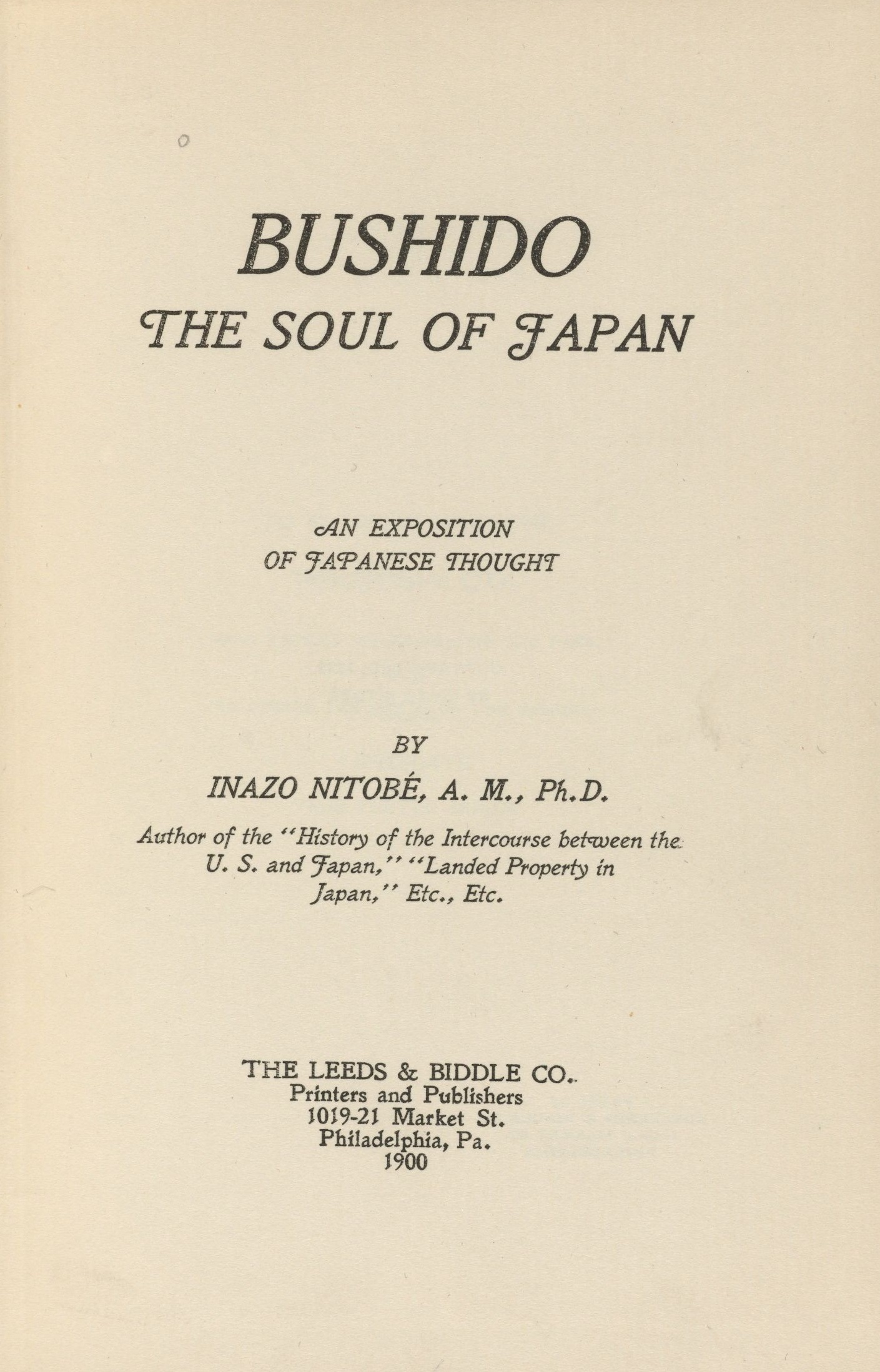
Bushido (1900).

Son livre, Bushidō, l'âme du Japon, illustre sa volonté de faire le lien entre la chevalerie chrétienne européenne et l'histoire japonaise. Nitobe constatant les changements de société lors de la restauration de l’ère Meiji et le peu de considération envers les Japonais par les pays européens, décida d’écrire le Bushidō afin de lier certains aspects des guerriers samourais d'antan et la chevalerie européenne. Il faut savoir que ce livre exalte le travail sur soi, les sept valeurs fondamentales en des termes positifs c’est pourquoi il a été récupéré lors du virage nationaliste de l’avant-guerre.
Selon Shin'ichi Saeki et Pierre François Souyri, « il conçoit le bushidô comme une morale prête à être utilisée telle quelle si on l'importe dans la société d'aujourd'hui. (…) il fait du bushido une morale parfaite. (…) Le bushido y est décrit comme le code des principes moraux que les samouraïs japonais étaient tenus d'observer. (Si cet ouvrage) peut à la rigueur être considéré comme typique d'un genre d'essais consacré à la culture Japonaise, il n'offre aucune connaissance sérieuse sur l'histoire des guerriers et du bushidô. (…) Il s'agissait d'un discours bien que différent de celui que les nationalistes tenaient sur le Bushido mais d'une certaine manière, il les rejoignait car il contribuait à en accroitre le prestige et participe à la mode ambiante de renouveau de la Voie du guerrier ».
Il s’agissait aussi de « vendre le Japon » auprès des élites occidentales en montrant que le Japon était un pays civilisé, c’est-à-dire imprégné de valeurs morales, qui devait être admis dans le concert des grandes puissances.
Le livre marqua profondément Theodore Roosevelt, surtout après que ce dernier fut témoin de la bravoure avec laquelle le Japon, une puissance émergente mineure, vainquit la plus grande puissance terrestre de l’époque lors de la Guerre russo-japonaise de 1904-1905. On raconte que Roosevelt alla jusqu’à en acheter un grand nombre d’exemplaires qu’il distribua à ses amis du Congrès américain. Le livre est une synthèse des deux mondes de Nitobe, où sa culture samouraï et son éducation confucéenne, l’influence militaire de Clark et son éducation chrétienne, se fondent sans difficulté apparente. Il ne voit aucune contradiction entre bushidō et chrétienté.

## Un perpétuel décalage culturel
Il est évident que la réalisation d’une telle synthèse importait personnellement à Nitobe. Après des années d’études aux États-Unis et en Europe, il allait devenir un personnage renommé de dimension internationale. Mais cette implication portait en elle un besoin de clarifier sa propre identité. Les affaires étrangères étaient dominées à cette époque par les Européens et les Américains. La foi chrétienne de Nitobe ainsi que sa connaissance de la civilisation occidentale ne pouvaient pas constituer pour lui une identité claire. Bushidō ne fut pas, bien sûr, la seule œuvre conçue pour faire connaître le Japon en Occident, mais ce fut aussi un moyen pour Nitobe de retrouver le côté japonais de sa propre identité et de le présenter à l’Occident. C’est probablement pour cette raison qu’il semble parfois s’excuser auprès de ses amis chrétiens : « Si mes allusions aux sujets touchant la religion et les religieux peuvent être mal perçues, j’ai foi que mon attitude envers la Chrétienté elle-même ne sera pas remise en question. »
Mais Nitobe a vécu trop longtemps. Dans les années 1920, quand il fut nommé sous-secrétaire général de la Société des Nations, les relations entre le Japon et les États-Unis étaient déjà orageuses. En 1931, le Japon se lança dans un programme d’expansion militaire en Mandchourie. Le bushidō fut alors associé au militarisme et au nationalisme. Dans l’esprit des Occidentaux, ce n’était plus le bushidō que Nitobe avait incarné.

## L’œuvre
L’œuvre de Nitobe, rédigée dans un excellent anglais victorien, est un groupement d’essais courts, arrangés un peu au hasard dans lesquels il compare les vertus du bushido avec leurs équivalents européens. Cela exige une ingéniosité considérable et n’aurait pu être réalisé que par quelqu’un qui, à l’instar de Nitobe, maîtrisait l’histoire, la religion, la littérature et la philosophie de l’Europe. Les thèmes abordés dans ces essais sont le système éthique du samouraï, le courage, la bienveillance, l’honneur et la maîtrise de soi (des vertus qui s’articulent évidemment dans bien d’autres cultures). Les thèmes spécifiques au samouraï sont toutefois abordés dans la douzième partie, « The Institutions of Suicide and Redress » et dans la treizième, « The Sword, the Soul of the Samurai ».
Selon Shin'ichi Saeki et Pierre François Souyri, « aujourd'hui nombreux sont ceux qui idéalisent les guerriers du Moyen Âge leur faisant incarner une morale telle que la définit Nitobe Inazô et qui pensent que les samouraïs tel qu'ils apparaissent dans le dit du Heiké devaient être ainsi. Mais ces représentations des guerriers japonais d'autrefois reposent sur une tradition fictive inventée de toutes pièces au XIXe siècle ».

## Le rapport sur la langue internationale auxiliaire à la SDN (1922)
Nitobe parlait la langue internationale espéranto. Il a notamment participé au congrès mondial d'espéranto de 1921 à Prague. En 1922 il présenta, en tant que secrétaire général adjoint de la Société des Nations, le rapport L'espéranto comme langue internationale auxiliaire, dans lequel il écrit : « On peut affirmer avec une certitude absolue que l'espéranto est une langue huit à dix fois plus facile que n'importe quelle autre langue étrangère ». 
Par ailleurs  il appela l’espéranto « moteur d’une démocratie internationale ». Il écrivit notamment : « Pendant que les personnes cultivées et riches jouissent des belles lettres et des traités scientifiques en langue originale, les pauvres et les humbles utilisent l'espéranto comme 'lingua franca' pour leurs échanges d'idées. L'espéranto devient pour cette raison un moteur de la démocratie internationale et d'une relation solide. Il est nécessaire de prendre en considération cet intérêt des masses dans un esprit rationnel et favorable lorsqu'on étudie cette question de langue commune »[réf. nécessaire]. Cependant, en septembre 1922, la Société des Nations refusa de suivre la recommandation d'un comité d'utiliser l'espéranto comme langue de travail additionnelle de l'institution. Treize pays incluant plus de la moitié de la population mondiale - dont la Chine, l'Inde et le Japon -, étaient en faveur d'une telle solution, mais la France d'alors était contre.

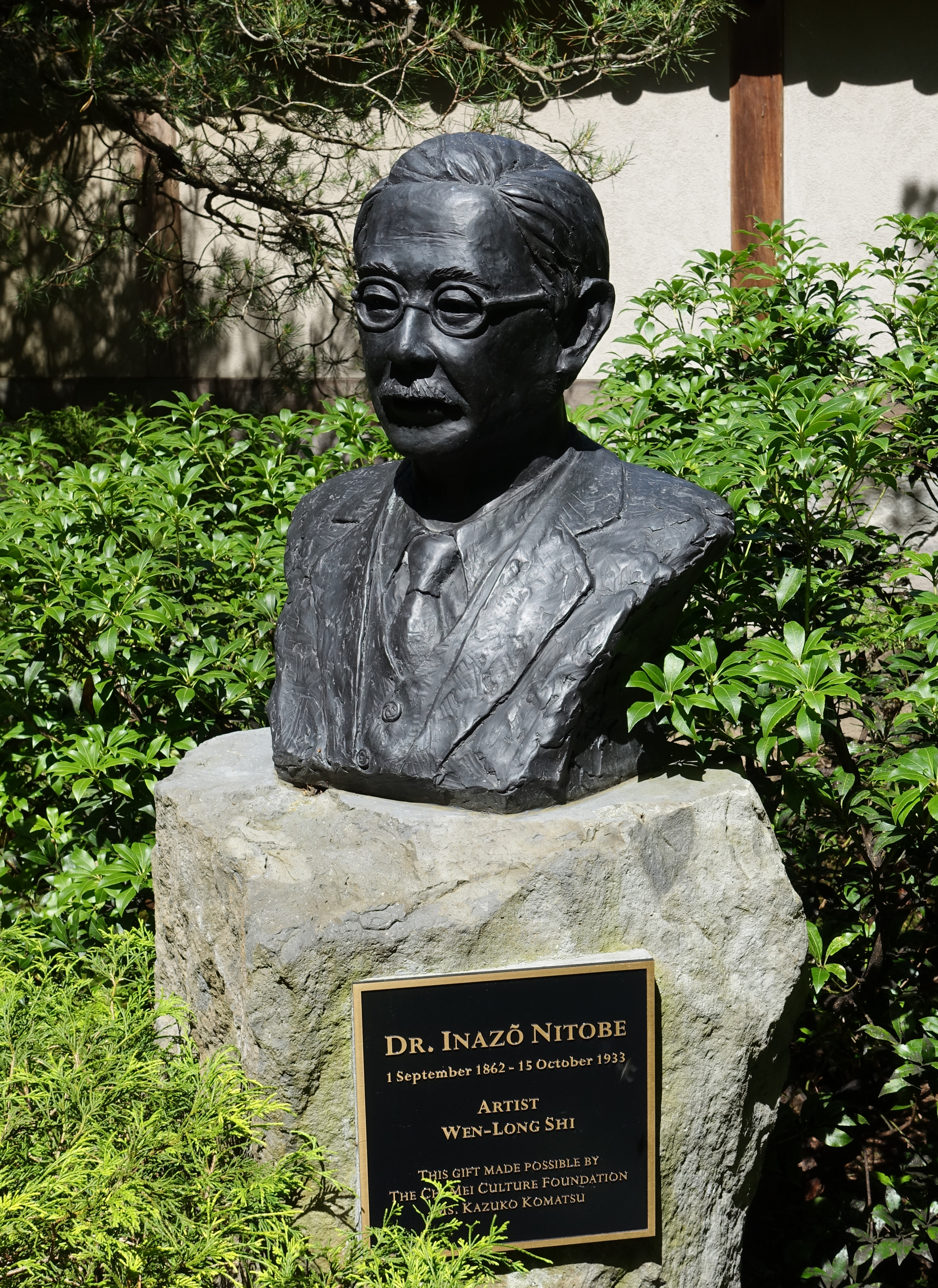
Buste de Nitobe à l’université de la Colombie-Britannique.